# Nejcennější dárek
Nejcennější dárek (v originále La Plus Précieuse des marchandises) je francouzsko-belgický animovaný film z roku 2024, který režíroval Michel Hazanavicius podle vlastního scénáře. Jedná se o adaptaci stejnojmenné povídky Jeana-Clauda Grumberga. Snímek měl světovou premiéru na filmovém festivalu v Cannes dne 24. května 2024.

## Děj
Za druhé světové války žije na zapadlém polském venkově v malém domku chudý pár. Naproti jejich pozemku projíždí nákladní vlak a manželka dřevorubce se každý den modlí, aby pro ni byla vyložena jedna ze zásilek jídla. Když se dívá na projíždějící vlak, zdá se, že jeden kus zboží vypadl z vagónu. Žena si uvědomí, že je to nemluvně. Přinese jej domů a postará se o něj navzdory manželově počáteční neochotě. Nakonec dítě přijmou a vychovají jako vlastní dceru.

## Ocenění
- César: nominace v kategoriích nejlepší animovaný film, nejlepší adaptace (Michel Hazanavicius a Jean-Claude Grumberg), nejlepší filmová hudba (Alexandre Desplat)